# Silluvia yunnanica
Silluvia yunnanica är en skalbaggsart som beskrevs av Frolov 2008. Silluvia yunnanica ingår i släktet Silluvia och familjen Aegialiidae. Inga underarter finns listade i Catalogue of Life.